# Cordillera de Quimsa Cruz
Cordillera de Quimsa Cruz är en bergskedja i Bolivia.   Den ligger i departementet La Paz, i den centrala delen av landet, 300 km nordväst om huvudstaden Sucre.
Trakten runt Cordillera de Quimsa Cruz består i huvudsak av gräsmarker. Runt Cordillera de Quimsa Cruz är det glesbefolkat, med 11 invånare per kvadratkilometer.